# Bruchweiler-Bärenbach

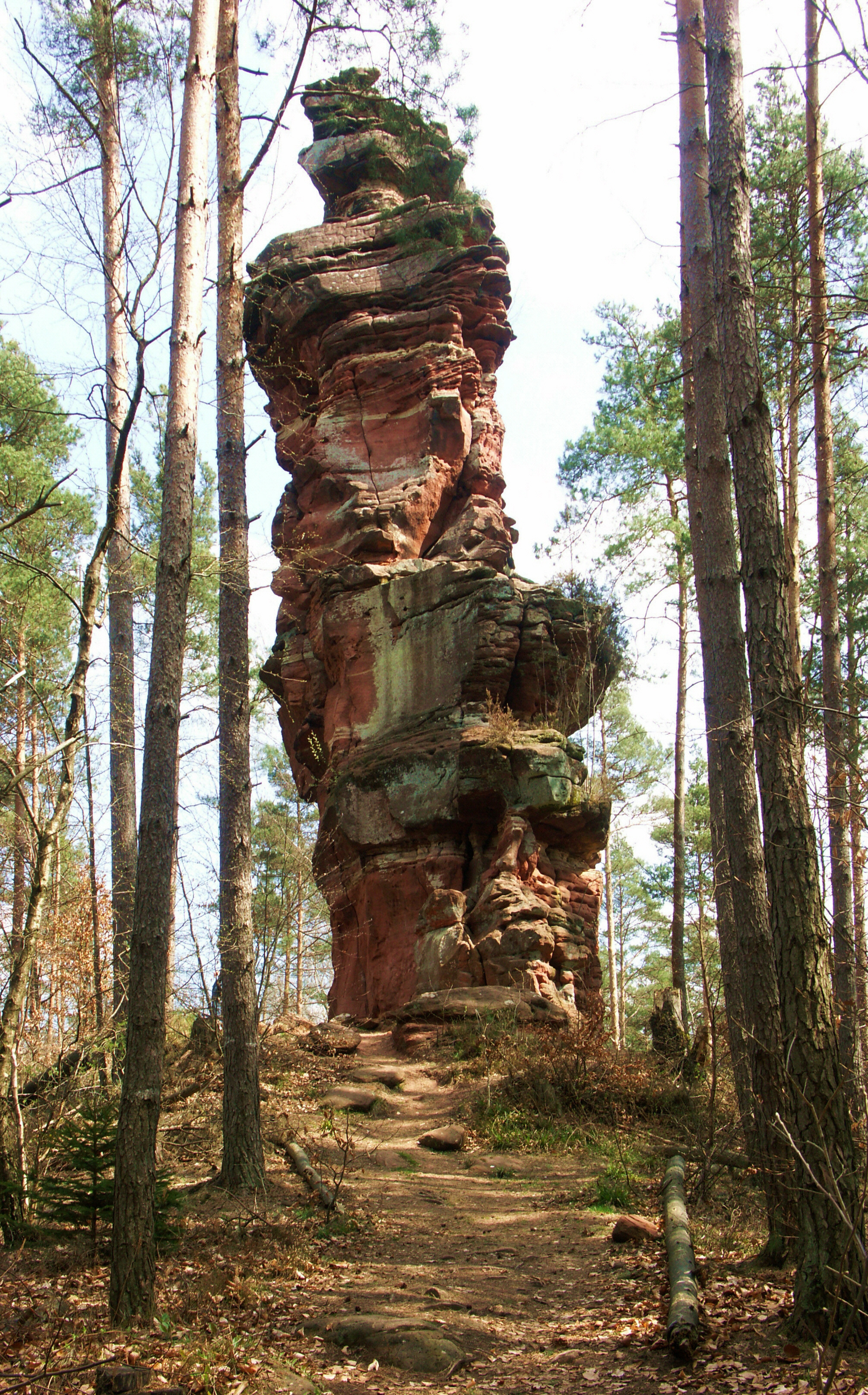
Napoleonsfels bei Bruchweiler-Bärenbach

Bruchweiler-Bärenbach ist eine Ortsgemeinde im Landkreis Südwestpfalz in Rheinland-Pfalz, die 1828 durch Zusammenlegung der Gemeinden Bruchweiler und Bärenbach entstand. 1969 wurde sie mit dem Nachbarort Bundenthal zur Ortsgemeinde Wieslautern zusammengelegt, dies wurde  1989 rückgängig gemacht und die Gemeinde Bruchweiler-Bärenbach in ihrer zuvor bestehenden Form wiederhergestellt. Sie gehört der Verbandsgemeinde Dahner Felsenland an, die ihren Verwaltungssitz in der Stadt Dahn hat und innerhalb derer sie gemessen an der Einwohnerzahl die zweitgrößte Ortsgemeinde darstellt. Bruchweiler-Bärenbach ist ein staatlich anerkannter Erholungsort.

## Geographie

### Lage
Bruchweiler-Bärenbach liegt im Wasgau, wie der Südteil des Pfälzerwaldes auch genannt wird, mitten im Dahn-Annweiler Felsenland sowie in dessen Teilbereich Dahner Felsenland. Die Gemeinde besteht aus den Ortsteilen Bruchweiler im Westen und Bärenbach im Osten. Baulich sind diese inzwischen zusammengewachsen; entsprechend ist eine räumliche Trennung nicht mehr möglich. Ebenso ist die Gemeinde in südlicher Richtung mit dem Nachbarort Bundenthal von der Bebauung her zusammengewachsen.
Zur Gemeinde gehört zusätzlich der nordwestlich der Kerngemeinde liegende Wohnplatz Reinigshof. Nachbargemeinden sind – im Uhrzeigersinn – Dahn, Schindhard, Busenberg, Erlenbach bei Dahn, Bundenthal, Rumbach und Fischbach bei Dahn. Einige Kilometer weiter südlich befindet sich die Staatsgrenze zu Frankreich.

### Erhebungen
Erhebungen auf der Gemarkung der Gemeinde sind unter anderem der an der Gemarkungsgrenze zu Dahn befindliche, 352 m hohe Rauhberg, der Am Knopf (335 m), der Beutelstein (312 m), der Dretschbergfelsen (280 m) und der Schlangenberg (280 m).

### Gewässer
Mitten durch den Ort fließt in Nord-Süd-Richtung die Lauter, ein linker Nebenfluss des Rheins. Komplett auf dem Gebiet von Bruchweiler-Bärenbach befindet sich der Wöllmersbach, ein rechter Nebenfluss der Lauter samt seinen beiden Quellflüssen. Der Dumbach im Süden bildet die Gemarkungsgrenze zu Bundenthal und der Geiersteinbach im Nordosten die zu Schindhard.

## Geschichte
Die älteste erhaltene urkundliche Erwähnung von Bärenbach (als „Berenbach“) stammt von 760, von Bruchweiler (als „Bruchwilre“) aus dem Jahr 1465. Bärenbach gehörte zum Territorium der Fürstpropstei Weißenburg, welches 1546 de facto ein Teil des Hochstifts Speyer wurde, Bruchweiler hingegen zum Amt Dahn des Hochstifts Speyer. Beide Orte kamen Ende des 17. Jahrhunderts unter französische Landeshoheit, wobei das Hochstift Speyer gewisse niedere staatliche Rechte weiterhin behielt. Erst im Rahmen der Französischen Revolution verlor das Speyerer Hochstift seine verbliebenen Rechte, und die beiden Orte wurden vollumfänglich Teil Frankreichs. Nachdem die Nordostgrenze Frankreichs 1815 leicht nach Süden verschoben worden war, kamen die Orte 1816 an Bayern.
1828 wurden Bärenbach und Bruchweiler zur Gemeinde Bruchweiler-Bärenbach vereinigt. Die neu geschaffene Gemeinde war zunächst ein Bestandteil des Landkommissariat Pirmasens, das im Jahr 1862 in ein Bezirksamt umgewandelt wurde. 1939 wurde sie in den Landkreis Pirmasens (ab 1997 Landkreis Südwestpfalz) eingegliedert. Nach dem Zweiten Weltkrieg wurde Bruchweiler-Bärenbach innerhalb der französischen Besatzungszone ein Teil des damals neu gebildeten Landes Rheinland-Pfalz. Im Zuge der ersten rheinland-pfälzischen Verwaltungsreform entstand durch Zusammenlegung mit der Gemeinde Bundenthal am 7. Juni 1969 die Gemeinde Wieslautern, deren Zentrum das Gebiet der früheren Gemeinde Bruchweiler-Bärenbach bildete. Nach Protesten der Bundenthaler Bevölkerung wurde sie am 17. Juni 1989 wieder aufgelöst. Seither gehört die wiederhergestellte Ortsgemeinde Bruchweiler-Bärenbach der 1972 geschaffenen Verbandsgemeinde Dahner Felsenland an.

## Bevölkerung

### Einwohnerentwicklung
1925 hatte die Gemeinde 892 Einwohner, die in 137 Wohngebäuden lebten. Die sonstigen Werte bis 1961 sowie von 1970 und 1987 sind Ergebnisse von Volkszählungen, diejenigen von 2011 basieren auf dem Zensus 2011.
| Jahr | Einwohner |
| ---- | --------- |
| 1815 | 650       |
| 1835 | 894       |
| 1871 | 796       |
| 1905 | 831       |
| 1925 | 892       |

| Jahr | Einwohner |
| ---- | --------- |
| 1939 | 1351      |
| 1950 | 1198      |
| 1961 | 1463      |
| 1970 | 1628      |
| 1987 | 1631      |

| Jahr | Einwohner |
| ---- | --------- |
| 1997 | 1747      |
| 2005 | 1736      |
| 2011 | 1593      |
| 2017 | 1545      |
| 2023 | 1.580     |

### Religion
Die Katholiken gehören zum Bistum Speyer und unterstehen dort dem Dekanat Pirmasens. Auf der Gemarkung der Ortsgemeinde befand sich mit dem Kreuzeck einst eine christliche Einsiedelei.

## Politik

### Gemeinderat
Der Gemeinderat in Bruchweiler-Bärenbach besteht aus 16 Ratsmitgliedern, die bei der Kommunalwahl am 9. Juni 2024 in einer personalisierten Verhältniswahl gewählt wurden, und der ehrenamtlichen Ortsbürgermeisterin als Vorsitzender.
Die Sitzverteilung im Gemeinderat:
| Wahl | FWG a             | WGB b             | WGZ c             | Gesamt   |
| ---- | ----------------- | ----------------- | ----------------- | -------- |
| 2024 | 7                 | 9                 | –                 | 16 Sitze |
| 2019 | per Mehrheitswahl | per Mehrheitswahl | per Mehrheitswahl | 16 Sitze |
| 2014 | per Mehrheitswahl | per Mehrheitswahl | per Mehrheitswahl | 16 Sitze |
| 2009 | 7                 | –                 | 9                 | 16 Sitze |

### Bürgermeister
Simone Stahl (FWG) wurde am 9. Juli 2024 Ortsbürgermeisterin von Bruchweiler-Bärenbach. Bei der Direktwahl am 9. Juni 2024 hatte sie sich mit 53,3 % der Stimmen gegen einen Kandidaten einer Wählergruppe durchgesetzt.
Stahls Vorgänger Günther Feyock hatte das Amt im August 2019 übernommen und kandidierte bei Wahl 2024 nicht erneut. Dessen Vorgänger Michael Zwick (CDU), der das Amt zehn Jahre ausgeübt hatte, war 2019 nicht erneut angetreten. Dies hatte Zwick bereits angekündigt, nachdem er 2017 zum Bürgermeister der Verbandsgemeinde Dahner Felsenland gewählt wurde.

### Wappen
| Wappen von Bruchweiler-Bärenbach | Blasonierung: „In gespaltenem Schild vorn in Silber aus blauen Wellen wachsend vier natürliche Schilfkolben, je zwei schräglinks und schrägrechts gekreuzt, hinten in blau ein goldener, rotbewehrter, nach rechts schreitender Bär.“ |
| Wappen von Bruchweiler-Bärenbach | |

## Kultur

### Kulturdenkmäler

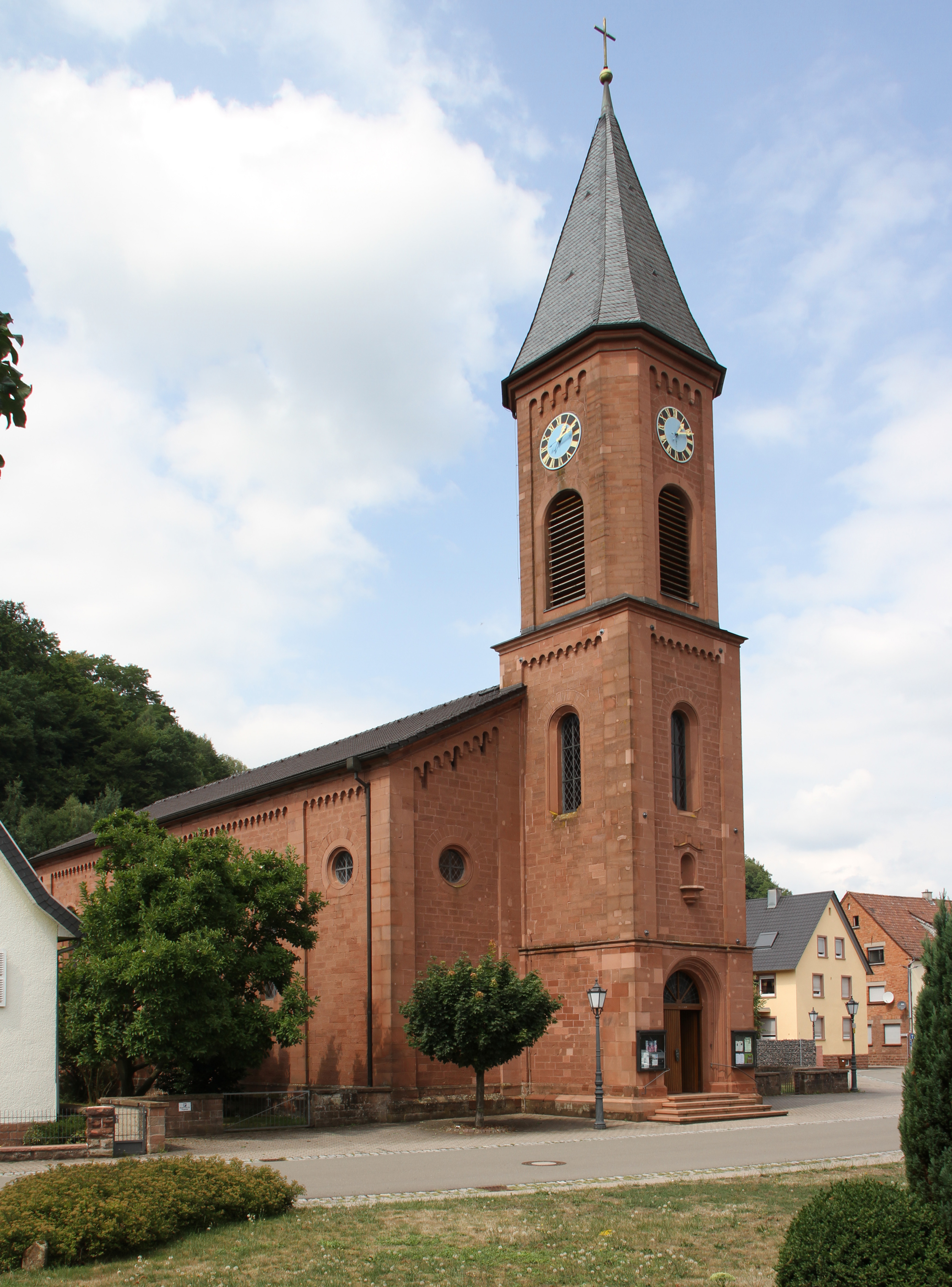
Katholische Kirche

In Bruchweiler-Bärenbach befinden sich sechs Objekte, die unter Denkmalschutz stehen.
Der Ort ist besonders für seine klangvolle Mühleisen-Orgel von 1994 in der katholischen Pfarrkirche Heilig Kreuz bekannt. Das Instrument besitzt 32 Register auf 3 Manualen und Pedal. An der Orgel gastierten schon Organisten wie beispielsweise Pierre Pincemaille, Michelle Leclerc, Pascal Reber und Christian Ott. Jährlich finden hörenswerte Orgelkonzerte, meistens in Verbindung mit Orgelfahrten, statt.

### Naturdenkmäler
In der unmittelbaren Umgebung von Bruchweiler-Bärenbach befinden sich zahlreiche Naturdenkmäler aus dem dort vorherrschenden Buntsandstein. Es sind durch Erosion geprägte Felsformationen, um die sich viele Mythen ranken und denen die Bevölkerung teilweise eigene Namen gegeben hat. Dazu gehören die Geiersteine, der Käskammerfelsen, der Zwicksteinfelsen, der Dretschbergfelsen, der Wöllmersbergfelsen und der Rauchbergfelsen. Besonders sehenswert ist der Napoleonsfelsen, der in der Form an den Feldherrn Napoleon mit seinem charakteristischen Hut erinnert.

## Wirtschaft und Infrastruktur

### Wirtschaft

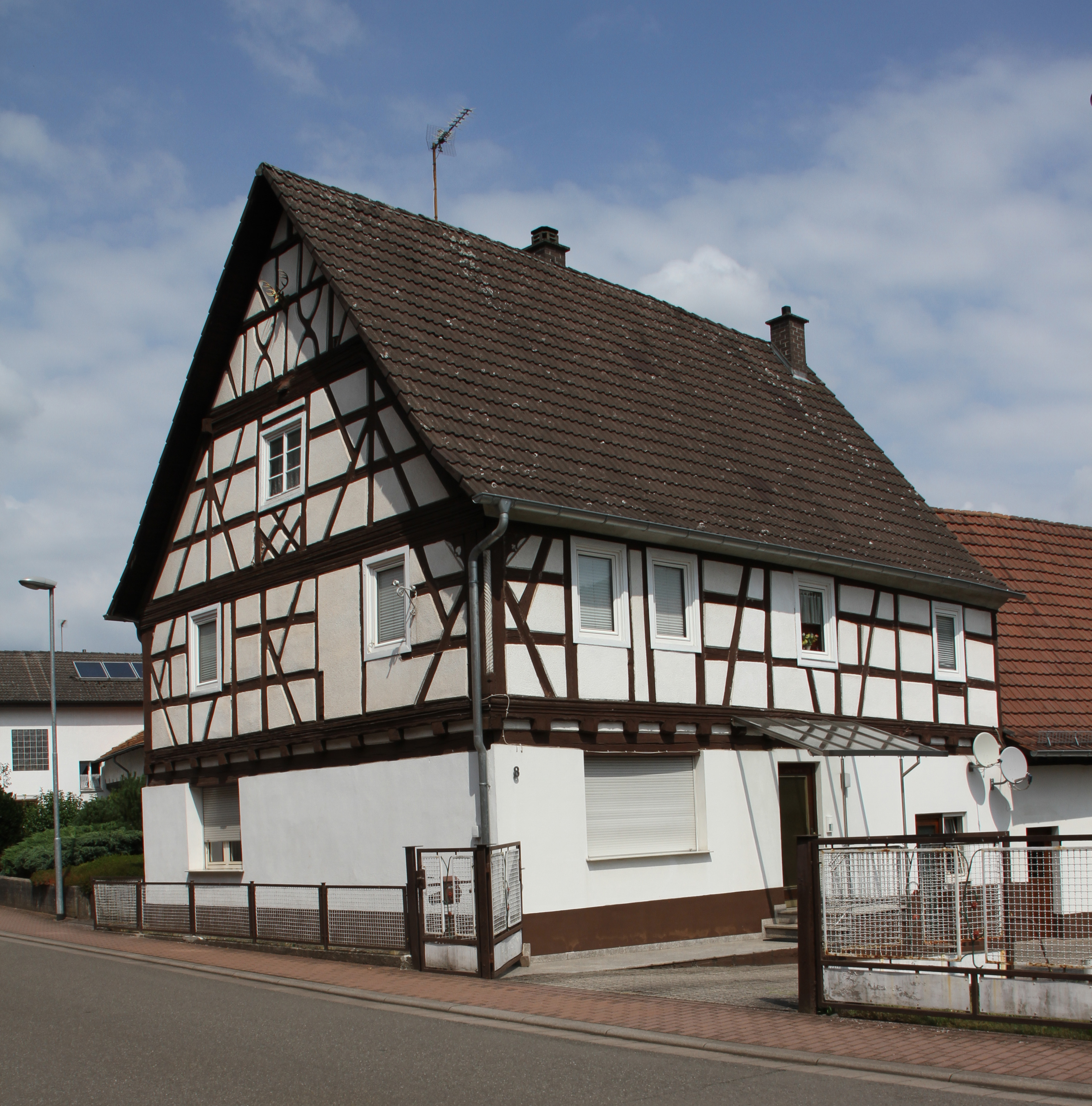
Kreisstraße 42 in Bruchweiler-Bärenbach

Aufgrund der geographischen Gegebenheiten dominierte vor Ort jahrhundertelang die Forst- und Holzwirtschaft.

### Verkehr
Durch Bruchweiler-Bärenbach verlaufen die Landesstraße 489, die den Ort mit Dahn und Bundenthal verbindet, und die Kreisstraße 42, die den Reinigshof ans Straßennetz anbindet. Der Ort verfügt über den Haltepunkt Bruchweiler an der 1911 eröffneten Wieslauterbahn, auf der der Personenverkehr 1966 beziehungsweise 1976 eingestellt und 1997 im Ausflugsverkehr reaktiviert wurde.
Der Unterwegshalt, der teilweise alternativ als Bruchweiler-Bärenbach bezeichnet wird, befindet sich am Ortseingang der Gemeinde. Er war früher ein Bahnhof, der im Rahmen von Rationalisierungsmaßnahmen zum Haltepunkt zurückgebaut wurde. Er besaß jedoch nie ein Empfangsgebäude, sondern lediglich ein Wartehäuschen. In den 1950er Jahren fand der Fahrkartenverkauf durch einen örtlichen Gemüsehändler statt.

### Tourismus

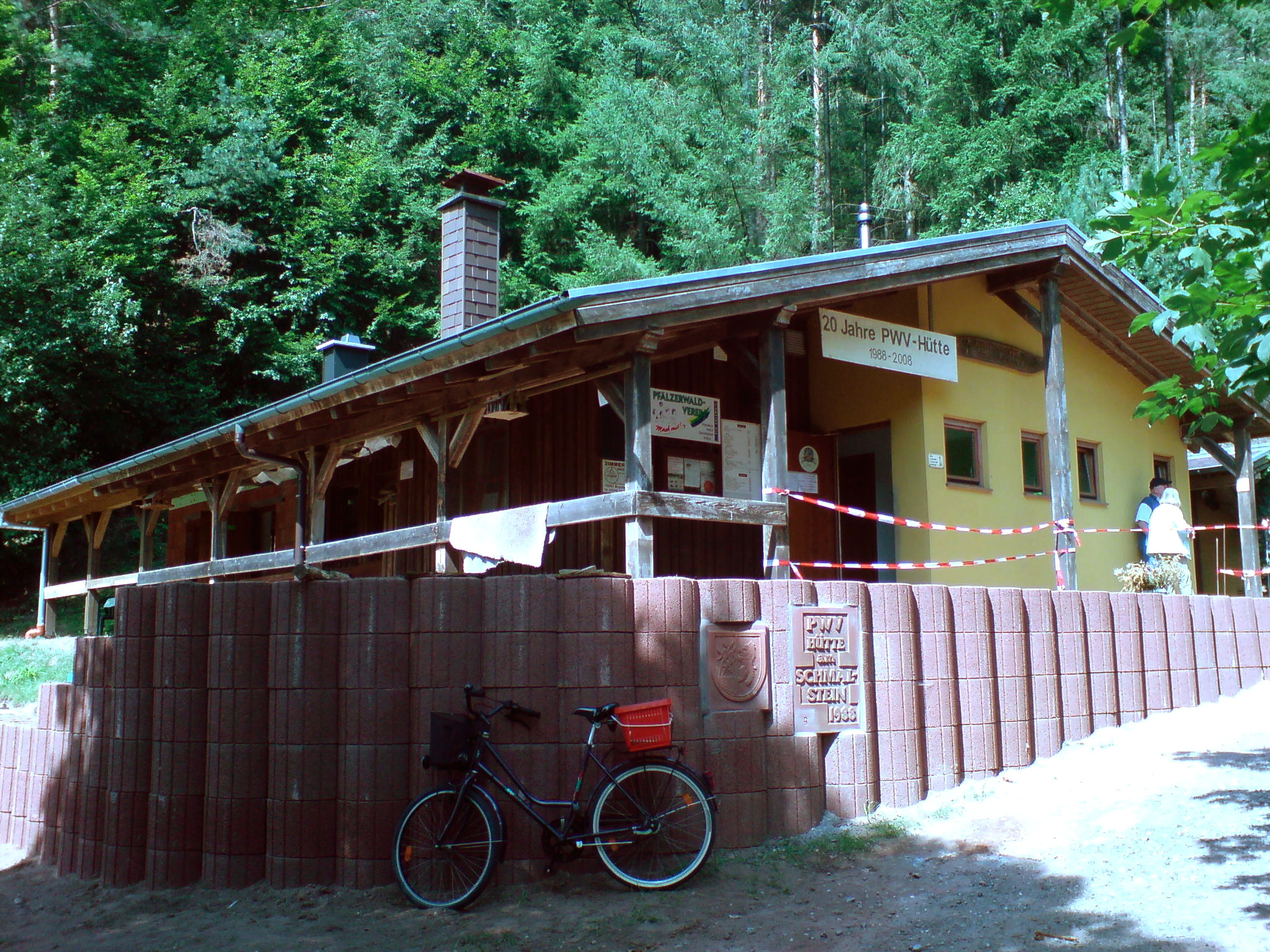
Die zum Pfälzerwald-Verein gehörende Hütte am Schmalstein

Im Nordwesten der Gemarkung liegt die Ludwigshafener Hütte der Sektion Ludwigshafen des Deutschen Alpenvereins; auf ihrem Gelände befindet sich eine Kletteranlage. Im Westen der Gemarkung befindet sich die zum Pfälzerwald-Verein gehörende Hütte am Schmalstein, die 1988 eingeweiht wurde.
Über Bruchweiler-Bärenbach verläuft  die Südroute der Pfälzer Jakobswege. Durch die Gemeinde führt auch der internationale Fernwanderweg Donnersberg–Donon, der mit einem roten Balken markiert ist.
Mit der Biosphärentour und dem Pamina-Radweg Lautertal verlaufen zwei Radwege durch Bruchweiler-Bärenbach; der eine verläuft im Kreis zwischen Dahn, Fischbach bei Dahn und Rumbach und der andere verbindet die Gemeinde mit Hinterweidenthal sowie Neuburg am Rhein.